# Chilo luniferalis
Chilo luniferalis là một loài bướm đêm trong họ Crambidae.